# The Melancholy Collection
The Melancholy Collection es el primer álbum recopilatorio del grupo sueco de punk rock Millencolin. Fue lanzado el 29 de julio de 1999 por Burning Heart Records en Suecia, y posteriormente el 23 de octubre de 2001 por Epitaph Records en los Estados Unidos. El álbum contiene veinticuatro pistas, donde combina los dos primeros EP de la banda, los lados B de sus sencillos y otras pistas raras e inéditas.

## Antecedentes
El álbum recopilatorio contiene pistas de sus dos primeros EPs, Use Your Nose de 1993 y Skauch de 1994, junto a otras pistas incluidas en álbumes sencillos y anteriores recopilatorios. Además, incluye una serie de versiones publicadas anteriormente, como los covers «Knoweledge» de Operation Ivy, «A Whole Lot Less» de Sub Society, «Coolidge» de Descendents, «That's Up to Me» de Scumback, «Every Breath You Take» de la banda británica The Police, «9 to 5» de Dolly Parton e «Israelites» del cantautor jamaicano Desmond Dekker.

## Lista de canciones
| Edición estándar |                                               |                                             |          |  |
| N.º              | Título                                        | Publicación original                        | Duración |  |
| 1.               | «In a Room»                                   | Use Your Nose (EP, 1993)                    | 2:56     |  |
| 2.               | «Pain»                                        | Use Your Nose (EP, 1993)                    | 2:20     |  |
| 3.               | «Shake Me»                                    | Use Your Nose (EP, 1993)                    | 2:14     |  |
| 4.               | «Melack»                                      | Use Your Nose (EP, 1993)                    | 2:13     |  |
| 5.               | «Nosepicker»                                  | Use Your Nose (EP, 1993)                    | 3:38     |  |
| 6.               | «Use Your Nose»                               | Use Your Nose (EP, 1993)                    | 1:36     |  |
| 7.               | «Flippin' Beans»                              | Teaching You No Fear (compilatorio, 1994)   | 2:35     |  |
| 8.               | «Yellow Dog»                                  | Skauch (EP, 1994)                           | 2:58     |  |
| 9.               | «Knowledge» (cover de Operation Ivy)          | Skauch (EP, 1994)                           | 1:31     |  |
| 10.              | «A Whole Lot Less» (cover de Sub Society)     | Skauch (EP, 1994)                           | 1:55     |  |
| 11.              | «Coolidge» (cover de Descendents)             | Skauch (EP, 1994)                           | 2:23     |  |
| 12.              | «That's Up to Me» (cover de Scumback)         | Skauch (EP, 1994)                           | 2:00     |  |
| 13.              | «A Bit of Muslin»                             | Epitone (compilatorio, 1994)                | 1:56     |  |
| 14.              | «Melancholy Protection»                       | Epitone (compilatorio, 1994)                | 1:25     |  |
| 15.              | «Shake Me» (en vivo)                          | Da Strike (álbum sencillo, 1994)            | 2:11     |  |
| 16.              | «Niap»                                        | Da Strike (álbum sencillo, 1994)            | 2:37     |  |
| 17.              | «Every Breath You Take» (cover de The Police) | Cheap Shots (compilatorio, 1995)            | 2:06     |  |
| 18.              | «9 to 5» (cover de Dolly Parton)              | The Story of My Life (álbum sencillo, 1995) | 3:05     |  |
| 19.              | «Dragster»                                    | The Story of My Life (álbum sencillo, 1995) | 2:03     |  |
| 20.              | «An Elf and His Zippo»                        | Move Your Car (álbum sencillo, 1996)        | 1:55     |  |
| 21.              | «Israelites» (cover de Desmond Dekker)        | Lozin' Must (álbum sencillo, 1995)          | 2:25     |  |
| 22.              | «Vixen»                                       | Lozin' Must (álbum sencillo, 1995)          | 1:49     |  |
| 50:46            |                                               |                                             |          |  |

| Edición japonesa |                         |                                      |          |  |
| N.º              | Título                  | Publicación original                 | Duración |  |
| 23.              | «Softworld»             | Da Strike (álbum sencillo, 1994)     |          |  |
| 24.              | «Entrance at Rudebrook» | Move Your Car (álbum sencillo, 1996) |          |  |

## Créditos
Millencolin
- Nikola Sarcevic – voz, bajo
- Erik Ohlsson – guitarra
- Mathias Färm – guitarra
- Fredrik Larzon – batería

## Historial de lanzamiento
| País           | Fecha                 | Formato | Sello                 |
| -------------- | --------------------- | ------- | --------------------- |
| Suecia         | 29 de julio de 1999   | CD      | Burning Heart Records |
| Estados Unidos | 23 de octubre de 2001 | CD      | Epitaph Records       |